# 得克萨斯农工大学
德州農工大學（英語：Texas A&M University，缩写为 A&M 或 TAMU），位於美國德克薩斯州大學城，創於1876年。成立時名為德克萨斯农业与机械学院（The Agricultural and Mechanical College of Texas），為全美十大工程名校和研究型大學，除其工程學院排名全美前十之外，也是德州第一所高等教育學府。創立初期為一所全男性的軍校，1963年改制為德州農工大學，1965年廢除軍校必修制並開始招收女生，但仍为美国六所高级军事院校之一，如今在全校近七萬名學生中，約男女各半，其軍校傳統的学员团，約佔學生總人數十分之一。
該校其中一項知名的科學是複製技術，人類史上的第一隻複製貓、複製狗是該校的研究成果，在美國新聞與世界報導的排名中，德州A&M大学在全美工學院中排名第10位，綜合大學排名第47位，在全球工程領域中排名前50位。
學校的主色是暗紅色和忌廉色，打氣歌為《Aggie War Hymn》，德州A&M大學的體育隊伍名為 Aggie，隸屬NCAA 東南聯盟學校之一，傳統上跟德州大學奧斯汀分校為競爭對手。

## 校名

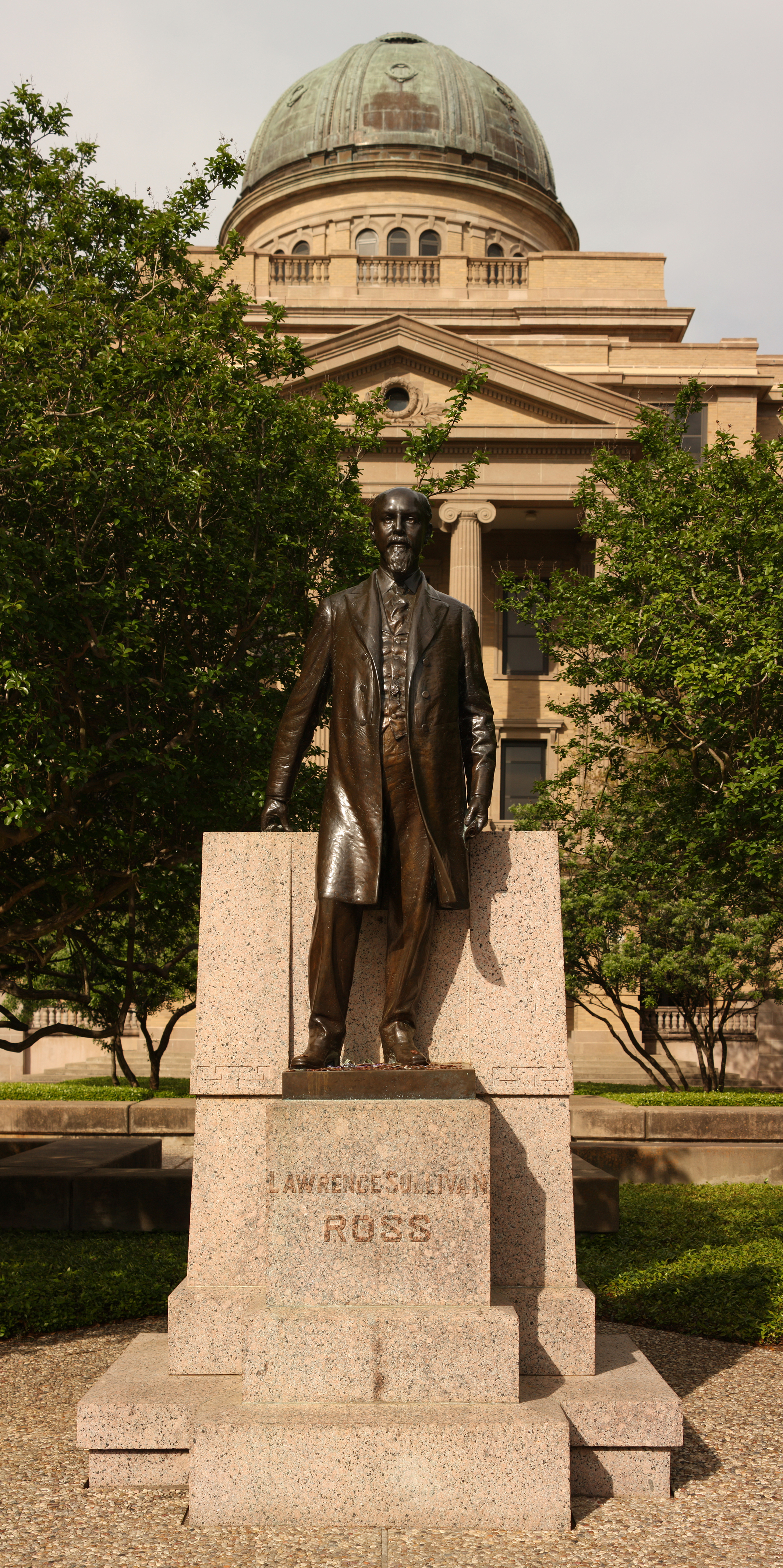
Lawrence Sullivan Ross铸像

校名中的「A」與「M」源自於創校時的舊名，「A」原本代表農業（agricultural），「M」原本代表機械工程（mechanical），來自大學前身的名稱。隨著該校正式成為大學，「A&M」一詞已不再代表縮寫，成為正式的校名，該校成立之時，恰逢美國政府致力發展經濟，在全國各地成立了專研農業與機械的學校，而以這所「德州農工」為其鼻祖。該校學生統稱為「Aggies」，此字為「agriculture」一字演化而來，並不是一個正式的字.

## 排名

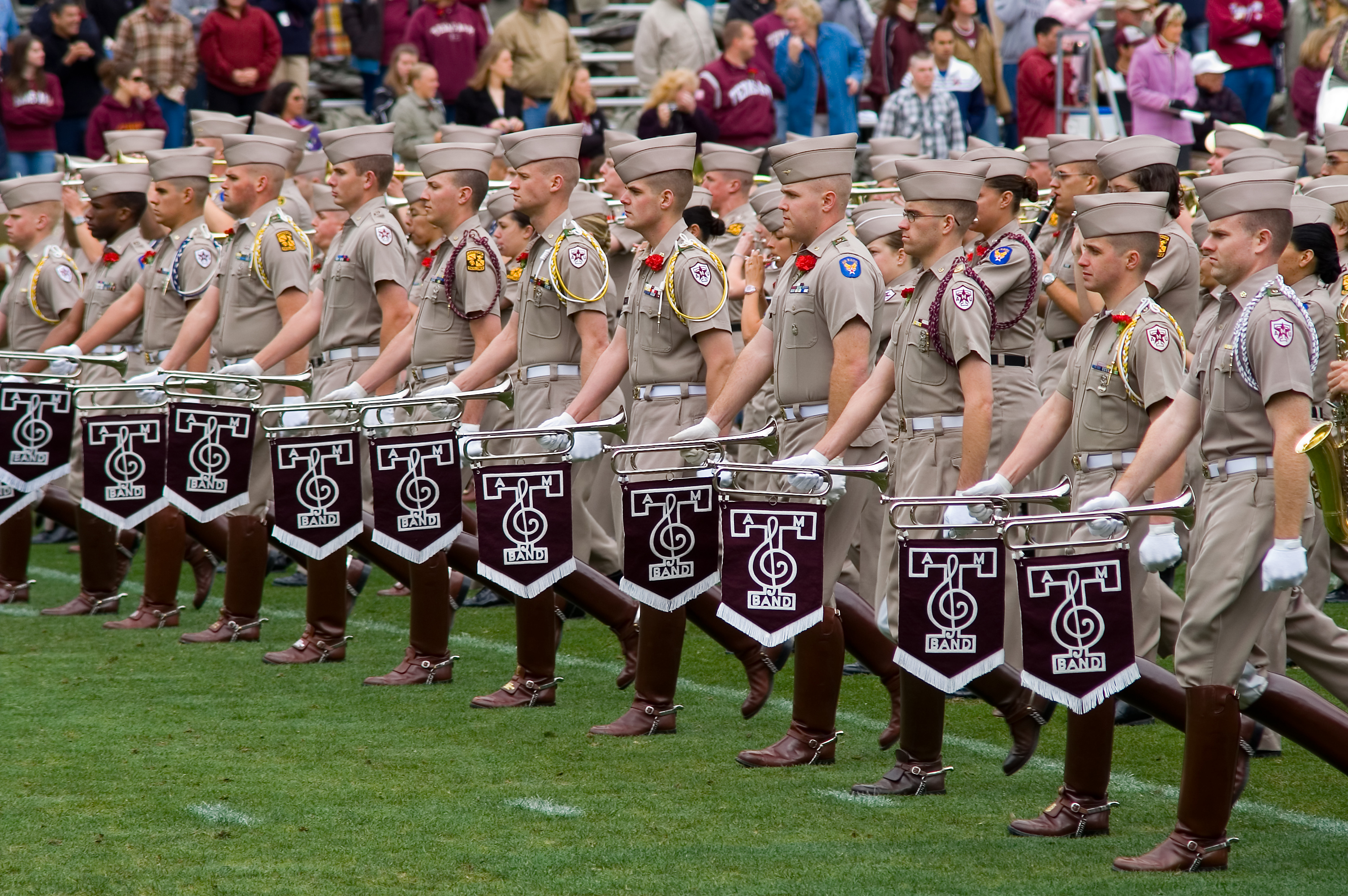
身着高筒皮靴制服的学生出现在学校的美式足球比赛现场，他们手持悬挂着旗帜的军号。

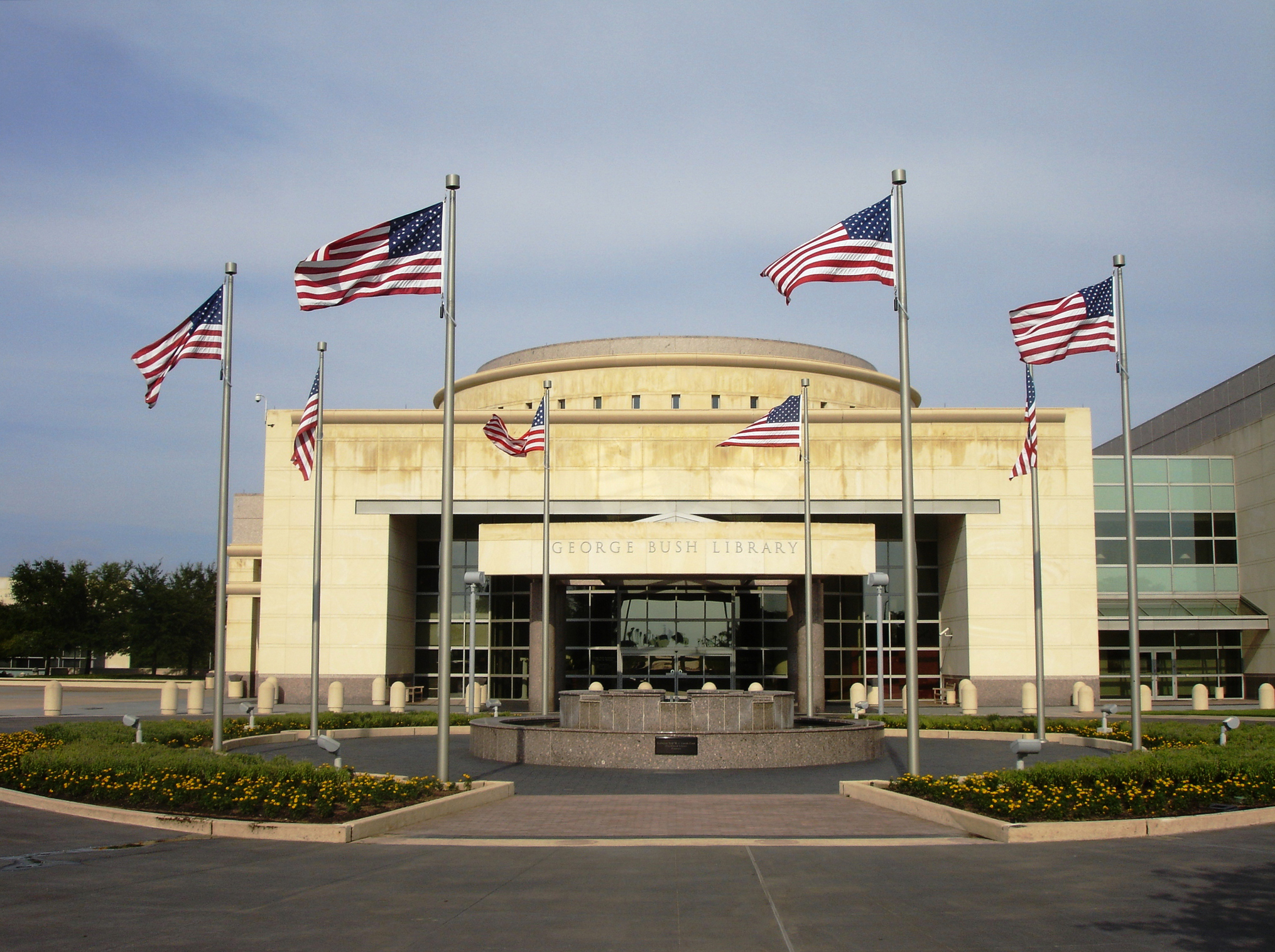
布什总统图书馆

因德州產油，州政府財務狀況一向闊綽，故其學費廉宜，捐助金額達105.2億美元，讓它成為全美最有錢的公立學校，同時也在全美最富裕的公私立大學排行第6名。在德州，德州A&M大學與德州大學-奧斯丁（University of Texas-Austin），並稱德州二大旗艦學府。
U.S. News & World Report排名中，該校的石油工程與農業工程分別為全美第一以及第四，包括航空、機械、土木、工業工程等許多工程領域皆能排進全美20強 :
| 分類     | 排名 | 分類       | 排名 |
| -------- | ---- | ---------- | ---- |
| 商學院   | 27   | 核子工程   | 3    |
| 工程學院 | 10   | 生物學     | 8    |
| 石油工程 | 1    | 化學       | 19   |
| 農業工程 | 4    | 會計系     | 17   |
| 太空工程 | 7    | 統計學     | 15   |
| 土木工程 | 12   | 計算機科學 | 43   |
| 建築學   | 18   | 農業科學   | 2    |
| 工業工程 | 11   | 獸醫       | 7    |
| 機械工程 | 15   |            |      |

## 校友

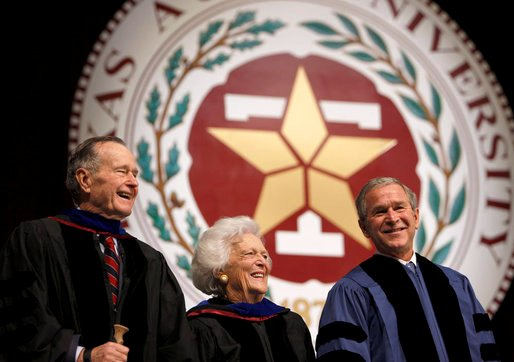
2008年12月，时任美国总统小布什在德州农工大学的毕业典礼上发表演讲，左边为前总统老布什，中间为前第一夫人芭芭拉。

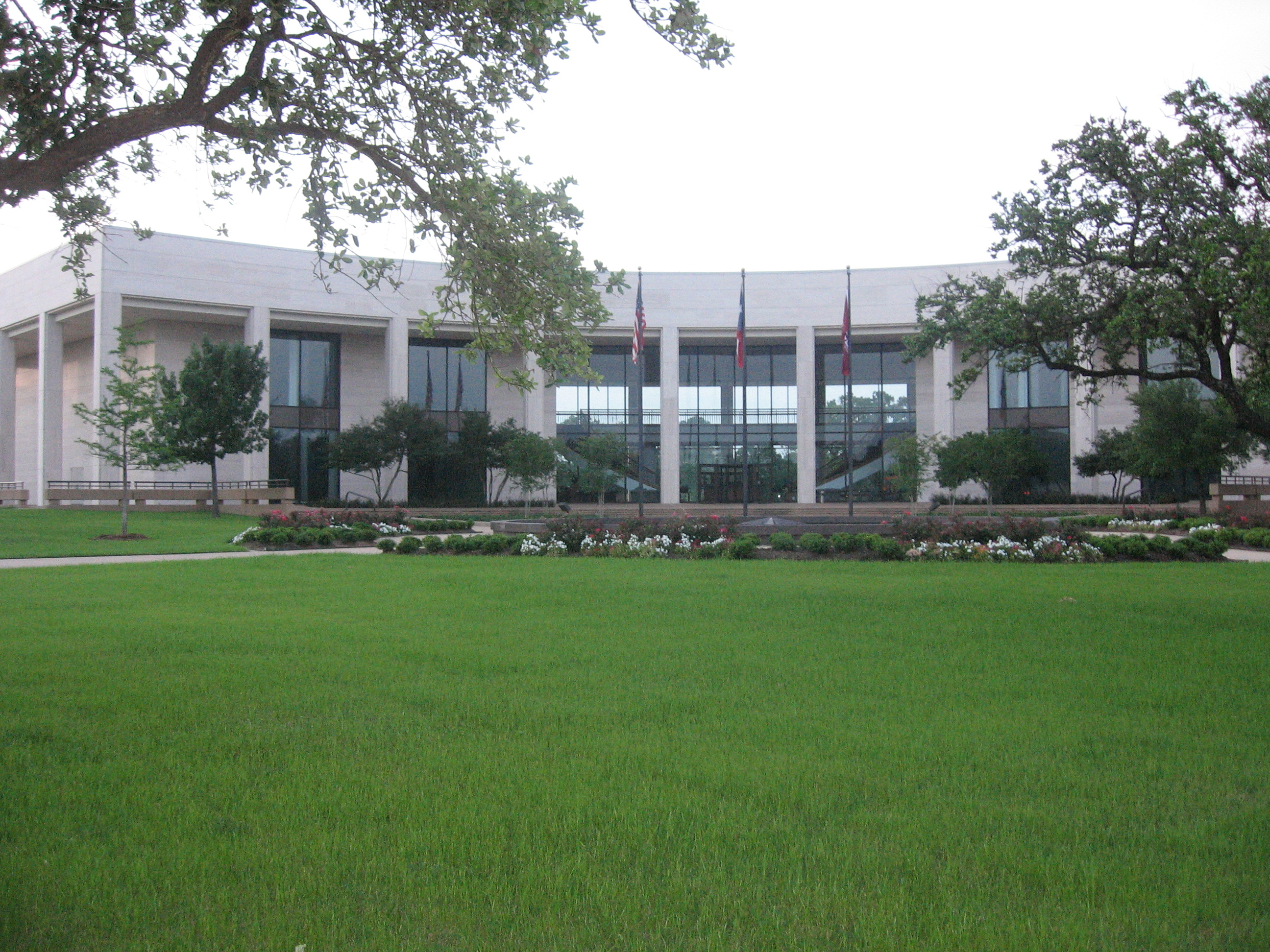
Clayton W. Williams, Jr.校友中心

該校因歷史悠久，有無數校友，其中不乏主宰德州，甚至全美國政經商各領域的人士。德州向有諺語曰「农工大學校友，在德州境內可如子彈般飛射橫行」。前美国国防部长羅伯特·蓋茨，曾任該校校長。
在美國文化中，非常重要的體育一環，亦不乏該校校友。為美國職棒明尼蘇達雙城隊及紐約洋基隊，二度奪得世界大賽冠軍的二壘手查克·諾布勞克；美式足球休士頓德州人隊總教練Gary Kubiak；及奧運金牌得主，男子鉛球世界紀錄保持者兰迪·巴恩斯等人皆是。
在中華民國，前經濟部長王志剛，前立法委員廖大林，及知名體育主播、前台北市議員常中天，亦為校友。
玻利维亚前总统豪尔赫·基罗加1981年在德克萨斯农工大学获工业工程学士学位。
巴拿马前总统马丁·托里霍斯早年曾在德克萨斯农工大学攻读政治经济学。
四分衛Johnny Manziel於2013年拿下全美大學美式足球員最高榮譽Heisman trophy

## 外部連結
- 德州农工大學 （页面存档备份，存于）
- Aggie Athletics
- 德州农工大學中國大陸同學會 （页面存档备份，存于）
- 德州农工大學台灣同學會 （页面存档备份，存于）